# 黄毛萼葛
黄毛萼葛（学名：Pueraria calycina）为豆科葛属的植物，为中国的特有植物。分布于中国大陆的云南等地，生长于海拔2,000米至2,600米的地区，常生于山地灌丛中，目前尚未由人工引种栽培。

## 别名
黄毛萼葛藤（中国主要植物图说）

## 异名
- Pueraria forrestii W. E. Evans